# Онисим
Јевросим је један од седамдесет апостола.
Био је роб Филимона човека богата и угледна у граду Колосају у Фригији, но погрешио нешто своме господару и побеже у Рим где чу Јеванђеље од апостола Павла и крсти се. Па како је апостол Павле и Филимона раније био привео правој вери, то он измири ову двојицу, Филимона и Јевросима, господара и роба, написавши нарочиту посланицу Филимону, један од најдирљивијих писаних састава који уопште постоје у Светом писму.
„Молимо те“, пише апостол Филимону, „за чедо моје Јевросима, којега родих у оковима својим... Јер можда се зато и растаде с тобом за кратко да га добијеш за вјечност, не више као роба, него више од роба, брата љубљенога...“ (Фил 1, 10 и 15-16).
Тронут овим писмом Филимон заиста прими Јевросима као брата ослободивши га робовања. Доцније Јевросим буде постављен за епископа од самих апостола и прими Ефеску столицу по смрти апостола Тимотеја. То се види из посланице Игњатија Богоносца. У време Трајановог гоњења Јевросим већ као старац би ухапшен и у Рим доведен. Ту је одговарао пред судијом Тертулом, тамновао и најзад посечен био. Тело његово узе нека богата жена, стави у сребрни ковчег и чесно сахрани 109. године.
Српска православна црква слави га 15. фебруара по црквеном, а 28. фебруара по грегоријанском календару.